# Каталожна картичка
Каталожната картичка (или каталожен фиш) е картонче, което се използва за съхраняване на кратък запис.  В миналото библиотекарските каталози традиционно са били организирани като каталози от картички (фишови каталози), като на всяка картичка се е съдържала информация за отделен библиотечен документ.  Стандартните размери на каталожната картичка са 7,5 см. х 12,5 см.